# 17. април
17. април (17.04) је 107. дан у години по грегоријанском календару (108. у преступној години). До краја године има још 258 дана.

## Догађаји
- 1492 — Кристифор Колумбо добио сагласност и новац од шпанског краља Фернандо II од Арагона и краљице Изабеле, за свој пут до Азије.
- 1860 — Црна Гора и Турска, после турског пораза на Грахову, потписале протокол о разграничењу којим је Црна Гора фактички призната као самостална држава, иако формално признање није добила.
- 1895 — Споразумом у Шимоносекију завршен је Први кинеско-јапански рат, по ком је Кина признала независност Кореје, а острво Формозу (Тајван) предала Јапану.
- 1941 — Поручници бојног брода Краљевске ратне морнарице Југославије Милан Спасић и Сергеј Машера потопили су у Тиватском заливу разарач Загреб и потонули заједно с њим одбивши да изврше наређење о предаји брода италијанској морнарици након капитулације Југославије. Југословенска ратна флота припала је Италији, изузев једне подморнице и две моторне торпиљерке, које су умакле, и разарача Загреб.
- 1957 — Кипарски архиепископ Макариос III вратио се у Атину након 13 месеци проведених у егзилу на Сејшелима. Исте године Макариос је са британском владом почео преговоре о независности Кипра, а у децембру 1959. изабран је за председника Републике Кипар.
- 1961 — Уз подршку САД, кубански десничари у егзилу искрцали су се у „Заливу свиња“ у намери да оборе режим Фидела Кастра. У тродневним борбама убијено је око 100, а заробљено више од хиљаду нападача.
- 1969 — Лидер Комунистичке партије Чехословачке Александер Дупчек поднео је оставку, после краха реформског курса названог Прашко пролеће.
- 1975 — Црвени Кмери заузели су главни град Камбоџе Пном Пен и прогласили успостављање Демократске Кампућије, чиме је окончан грађански рат у Камбоџи.
- 1977 — У Лихтенштајну први пут су гласале жене.
- 1982 — Краљица Елизабета II и премијер Канаде Пјер Трудо потписали су проглас о Уставном акту из 1982, чиме су формално престале колонијалне везе Канаде са Уједињеним Краљевством.
- 1983 — Индија лансирала први вештачки сателит.
- 1993 — У УН усвојена резолуција која предвиђа пооштравање санкција против СР Југославије, уколико босански Срби не потпишу Венс-Овенов мировни план за Босну до 26. априла.
- 1996 — САД и Јапан потписали декларацију о безбедносној сарадњи према којој САД задржавају ниво војних снага у Јапану и осталим деловима Азије.
- 2001 — Израелске снаге напале су са копна, из ваздуха и са мора палестинске територије у појасу Газе, након минобацачког напада на израелско насеље Сдерот.
- 2002 — Југословенска влада позвала је 23 особе које је Хашки трибунал оптужио за ратне злочине, од којих су 10 југословенски држављани, да се добровољно предају том суду. Позиву југословенских власти одазвали су се: Драгољуб Ојданић, Милан Мартић, Миле Мркшић, Никола Шаиновић, Владимир Ковачевић и Момчило Грубан.
- 2021 --- Сахрањен принц Филип, војвода од Единбурга.

## Рођења
- 1814 — Јосиф Панчић, српски лекар, ботаничар и природњак, 1. председник Српске краљевске академије. (прем. 1888)[1]
- 1916 — Сиримаво Бандаранаике, шриланканска политичарка, премијерка Шри Ланке у три наврата и прва жена премијер у свету. (прем. 2000)[2]
- 1918 — Вилијам Холден, амерички глумац. (прем. 1981)[3]
- 1918 — Ен Ширли, америчка глумица. (прем. 1993)[4]
- 1923 — Линдси Андерсон, амерички редитељ, продуцент, сценариста и филмски критичар. (прем. 1994)[5]
- 1929 — Никола Милошевић, српски филозоф, теоретичар књижевности, писац и политичар. (прем. 2007)[6]
- 1937 — Бранка Петрић, српска глумица.[7]
- 1946 — Сава Халугин, српски вајар и академик, дописни члан састава Српске академије науке и уметности.[8]
- 1948 — Јан Хамер, чешки музичар, композитор и музички продуцент.[9]
- 1949 — Никола Стаменић, српски ватерполо тренер.
- 1951 — Оливија Хаси, енглеско-аргентинска глумица. (прем. 2024)[10]
- 1952 — Жељко Ражнатовић Аркан, српски криминалац и војник, командант СДГ, оснивач и први председник ССЈ. (прем. 2000)[11]
- 1955 — Пит Шели, енглески музичар, најпознатији као суоснивач, певач и гитариста групе Buzzcocks. (прем. 2018)[12]
- 1957 — Ник Хорнби, енглески писац, есејиста и сценариста.[13]
- 1959 — Шон Бин, енглески глумац.[14]
- 1964 — Мејнард Џејмс Кинан, амерички музичар, најпознатији као певач групе Tool.[15]
- 1967 — Мухамед Фазлагић, босанскохерцеговачки музичар.[16]
- 1967 — Лиз Фер, америчка музичарка.[17]
- 1969 — Злата Паплацко, српска рукометна голманка.[18]
- 1972 — Џенифер Гарнер, америчка глумица.[19]
- 1973 — Зоран Јовичић, српски фудбалер.[20]
- 1974 — Викторија Бекам, енглеска певачица и модна дизајнерка, најпознатија као чланица групе .[21]
- 1975 — Стефано Фјоре, италијански фудбалер.[22]
- 1976 — Владимир Самсонов, белоруски стонотенисер.[23]
- 1977 — Горан Друлић, српски фудбалер.[24]
- 1977 — Фредерик Магле, дански композитор, оргуљаш и пијаниста.[25]
- 1980 — Рамел Кари, амерички кошаркаш.[26]
- 1983 — Јаков Владовић, хрватски кошаркаш.
- 1985 — Руни Мара, америчка глумица.[27]
- 1985 — Жо-Вилфрид Цонга, француски тенисер.[28]
- 2005 — Зорана Мићановић, српска певачица.

## Смрти
- 1711 — Јозеф I, цар Светог римског царства (рођ. 1678)[29]
- 1790 — Бенџамин Френклин, амерички научник и државник. (рођ. 1706)[30]
- 1919 — Светозар Ћоровић, српски књижевник (рођ. 1875)[31]
- 1993 — Тургут Озал, турски државник[32]
- 1997 — Хаим Херцог, израелски државник
- 1999 — Милица Ракић, трогодишња девојчица, погинула од НАТО бомбе у Батајници[33]
- 2018 — Барбара Буш, прва дама САД (1989—1993) (рођ. 1925)[34]

## Празници и дани сећања
- Дан посвећен деци,жртвама НАТО бомбардовања